# Adriano Hernandez

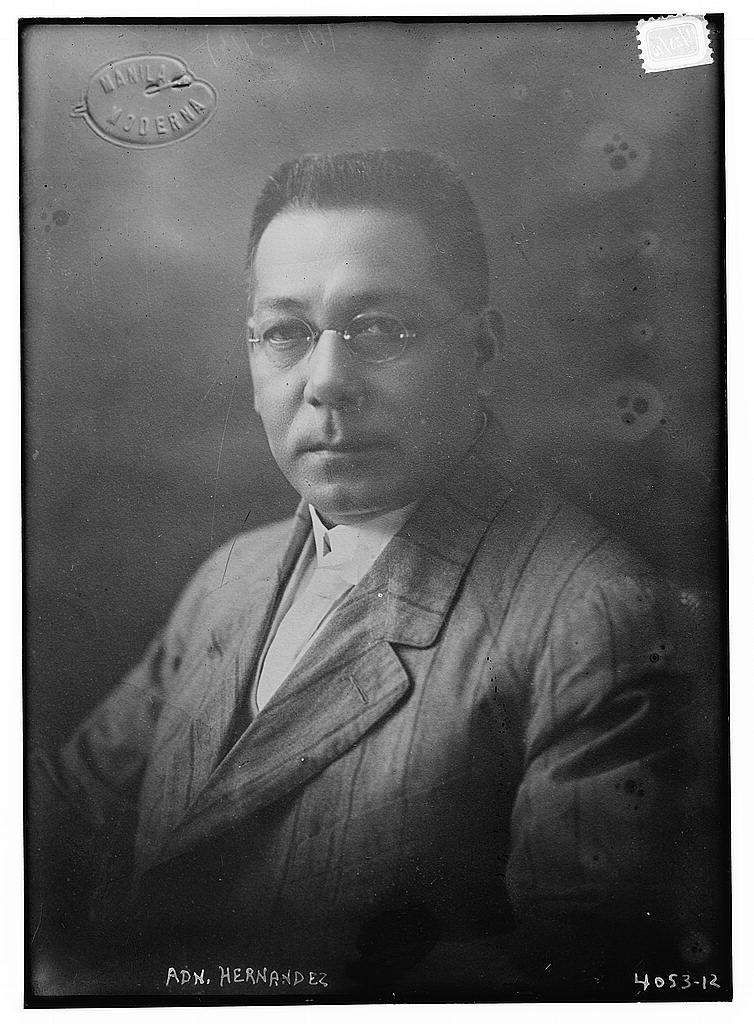
Adriano Hernandez (1916)

Adriano Hernandez (Dingle, 8 september 1870 – Manilla, 16 februari 1925) was een Filipijns generaal en politicus. Hij was generaal ten tijde van de Filipijnse Revolutie. Na de Revolutie was Hernandez afgevaardigde in het parlement, gouverneur van Iloilo en de eerste Filipijnse directeur van het Bureau of Agriculture

## Biografie
Adriano Hernandez werd geboren in Dingle in de provincie Iloilo. Adriano Hernandez was een mestizo. Hij behaalde een Bachelor-diploma aan de Ateneo Municipal de Manila. Hernandez richtte een ondergrondse rebellenbeweging op in Iloilo en was op 28 oktober 1898 een van de leiders van de "Cry of Lincud" in barrio Lincud in zijn geboortedorp. Dit was de eerste gewapende opstand in de Visayas bij het begin van de Filipijnse Revolutie. Gedurende de Revolutie was hij adviseur van generaal Martin Delgado en werd hij in november 1898 benoemd tot opperbevelhebber van de Filipijnse revolutionaire troepen in de Visayas. Hij vertegenwoordigde de provincie Iloilo op het Malolos Congres. Toen Iloilo in de Filipijns-Amerikaanse Oorlog in Amerikaanse handen viel, leidde hij de Filipijnse guerrillabeweging daar, tot hij zich gedwongen zag over te geven.
In 1907 werd Hernandez gekozen als afgevaardigde in het eerste Filipijnse Assemblee. Later, in 1912, volgde een verkiezingen tot gouverneur van Iloilo. In 1916 werd Hernandez benoemd tot eerste Filipijnse directeur van het Bureau of Agriculture. Hij overleed op 54-jarige leeftijd. Camp General Adriano Hernandez, een legerbasis in Dingle is naar hem vernoemd. In het kamp staat bovendien een standbeeld van Hernandez.

## Bron
- Carlos Quirino, Who's who in Philippine history, Tahanan Books, Manilla (1995)

- Library of Congress Control Number: n2002054510
- Virtual International Authority File: 78138735
- WorldCat: E39PBJpPCCmfb8YKFV89CXmGHC